# SPEED TK RE-MIX
「SPEED TK RE-MIX」（スピード・ティーケー・リミックス）は、1997年7月9日に発売された小室哲哉の8枚目のシングル。発売元はヴァージン・レコード（東芝EMI）。

## 解説
- マーク・マンシーナが作曲した、20世紀フォックス配給映画『スピード2』のメインテーマ曲の小室によるリミックスである。小室の全米デビュー作であり、「TETSUYA "TK" KOMURO」名義で発売された。
- ヴァージン・レコードのポーラ・アブドゥルを発掘した女性スカウトマンが小室の話を聞いて「面白そう」と思いコンタクトを取り、1997年1月頃から連絡の取り合いと小室によるデモテープのプレゼンテーションが始まった[1]。
- ヴァージン・レコードから正式なオファーが出された際の注文は「とにかく好きにやってくれ。格好いいヒップなものであればいい」のみであり、この依頼を小室は「U2のアダム・クレイトンが『スパイ大作戦』のメインテーマを『ミッション:インポッシブル』制作時にアレンジしたような感じで、全然違うタイプの人を使ったミックスの面白さを出すのが狙いなのかな」と解釈した。そして小室が得意とするダンスミュージックを基本構成にして、最新の好きな音色で固めた。それ故に全く悩まずに制作できた[2][1]。
- PVはマーカス・ニスペルが監督している[3]。
- 1997年初頭に上海のディスコで初披露した[4]。
- 1997年に当楽曲をマイケル・ジャクソンが気に入ったのが縁でマイケルと知り合い[5]、マイケルから小室へ『Invincible』に収録される楽曲の作曲を依頼されていたが、制作した楽曲は採用されなかった[6]。尚、この出会いをきっかけで小室とマイケルが意気投合して、翌年の1998年には小室のライブにマイケルが乱入したり、マイケルのライブに小室が演奏で参加した。小室のバックアップをしていたショービジネス専門の弁護士ジョン・ブランカも「小室さんは絶対面白いから」とマイケルと小室の共演プランを実現するために奔走した[7]。しかし、お互いのスケジュールが合わなかったためこの共演プランは白紙となった。

## 収録曲

### 8cmシングル盤（VJDP-10261）
| 全作曲: マーク・マンシーナ、全編曲: 小室哲哉。 |                                   |      |                    |      |
| #                                              | タイトル                          | 作詞 | 作曲・編曲         | 時間 |
| 1.                                             | 「SPEED TK RE-MIX (SINGLE EDIT)」 |      | マーク・マンシーナ | 3:39 |
| 2.                                             | 「SPEED TK RE-MIX (TK CLUB MIX)」 |      | マーク・マンシーナ | 4:48 |
| 合計時間:                                      | 合計時間:                         | 8:27 |                    |      |

### マキシシングル盤（VJCP-15021）
| 全作曲: マーク・マンシーナ、全編曲: 小室哲哉。 |                                         |       |                    |      |
| #                                              | タイトル                                | 作詞  | 作曲・編曲         | 時間 |
| 1.                                             | 「SPEED TK RE-MIX (SINGLE EDIT)」       |       | マーク・マンシーナ | 3:39 |
| 2.                                             | 「SPEED TK RE-MIX (EXTENDED CLUB MIX)」 |       | マーク・マンシーナ | 6:45 |
| 3.                                             | 「SPEED TK RE-MIX (KEITH COHEN DUB)」   |       | マーク・マンシーナ | 4:43 |
| 4.                                             | 「SPEED TK RE-MIX (FILM MIX)」          |       | マーク・マンシーナ | 4:07 |
| 5.                                             | 「SPEED TK RE-MIX (TK ALTERNATE MIX)」  |       | マーク・マンシーナ | 6:01 |
| 6.                                             | 「SPEED TK RE-MIX (DAVID FORD MIX)」    |       | マーク・マンシーナ | 5:28 |
| 合計時間:                                      | 合計時間:                               | 30:43 |                    |      |

## クレジット

### 8cmシングル盤
- Produced : 小室哲哉
- Recorded & Mixed : Keith "KC" Cohen
- Programmed : 久保こーじ
- Backing vocal : Lynn Mabry
- All instruments performed : 小室哲哉
- Supervised : TK NEWS

### マキシシングル盤
- Produced : 小室哲哉
- Recorded : Keith "KC" Cohen (#1-4), 若公俊広 (#5,6)
- Mixed : Keith "KC" Cohen (#1-4), 小室哲哉 (#5), David Ford (#6)
- Programmed : 久保こーじ
- Voices : マーク・パンサー (#5,6)
- Backing vocal : Lynn Mabry (#1-4,6)
- All instruments performed : 小室哲哉
- Supervised : TK NEWS (#1-3), 佐野健二 (#4)

## 収録アルバム
- スピード2 オリジナル・サウンドトラック（1997年）
シングルとは異なるバージョンで収録されているが、バージョンの表記はされていない。日本盤のみボーナストラックとして「TK PARTY MIX」が収録されている。
- KS -Tribute to Kazushi Sakuraba-（2002年）
桜庭和志のトリビュート・アルバム。シングルの「TK CLUB MIX」が収録されている。
- TETSUYA KOMURO ARCHIVES “T”（2018年）
小室哲哉のコンピレーション・アルバム。上記『スピード2』のサウンドトラックに収録されたバージョン表記のない音源で収録されている。

## テーマ曲に使用した人物
当楽曲は数々のスポーツ選手によって入場・登場テーマ曲として使用されている。以下は当楽曲を使用した人物の一覧である。
- 桜庭和志（1998年 - ）
- ジョニー・スミス（1998年頃 - ）
- 高橋由伸（2001年・2002年）
- 洲鎌栄一（2001年）
- 塩谷和彦（2005年）
- 牧田和久（2011年 - 2015年）

## SPEED TK RE-MIX～炎のコマ
「SPEED TK RE-MIX～炎のコマ」（スピード・ティーケー・リミックス～ほのおのコマ）は、2001年10月24日に発売された小室哲哉のシングル。発売元はヴァージン・レコード（東芝EMI）。

### 解説
総合格闘家の桜庭和志が当楽曲を入場テーマ曲として使用していたことから制作された企画シングル。ジャケットには「39 OFFICIAL THEME SONG」、帯には「桜庭和志 公式入場テーマソング」とそれぞれ記載されている。なお、タイトルの「炎のコマ」は桜庭の技名である。
原典シングルに収録されており、桜庭がテーマ曲として使用していた「TK CLUB MIX」に加えて、GABALLによるリミックスである「2001 GABALL-MIX」と、「TK CLUB MIX」を再度リミックスした「TK CLUB MIX Version 2.1」を新たに収録している。
スリーブケース仕様となっており、特製のバンダナとカレンダーが同梱されている。またCDの帯には応募券が付属しており、応募者抽選特典として100着限定の特製Tシャツがプレゼントされた。

### 収録曲
| 全作曲: マーク・マンシーナ。 |                                               |           |                    |          |      |
| #                            | タイトル                                      | 作詞      | 作曲・編曲         | 編曲     | 時間 |
| 1.                           | 「SPEED TK RE-MIX (TK CLUB MIX)」             |           | マーク・マンシーナ | 小室哲哉 | 4:48 |
| 2.                           | 「SPEED TK RE-MIX (2001 GABALL-MIX)」         |           | マーク・マンシーナ | GABALL   | 7:25 |
| 3.                           | 「SPEED TK RE-MIX (TK CLUB MIX Version 2.1)」 |           | マーク・マンシーナ | 小室哲哉 | 4:48 |
| 合計時間:                    | 合計時間:                                     | 合計時間: | 17:01              |          |      |

### クレジット
- Mastered : 前田康二

2001 GABALL-MIX
- Produced : GABALL
- Mixed : DRAGON
- Recorded : 佐竹央行
- Programmed : 松本零士
- Backing vocals : Lynn Mabry
- All instruments performed : GABALL

TK CLUB MIX Version 2.1
- Produced : 小室哲哉
- Mixed : 小室哲哉
- Recorded : 若公俊広
- ACID, Synthesizers & Keyboards : 小室哲哉
- Synthesizer programming & Protools : 岩佐俊秀
- Backing vocals : Lynn Mabry
- All instruments performed : 小室哲哉